# Pfarrkirche St. Andreas (Klausen)

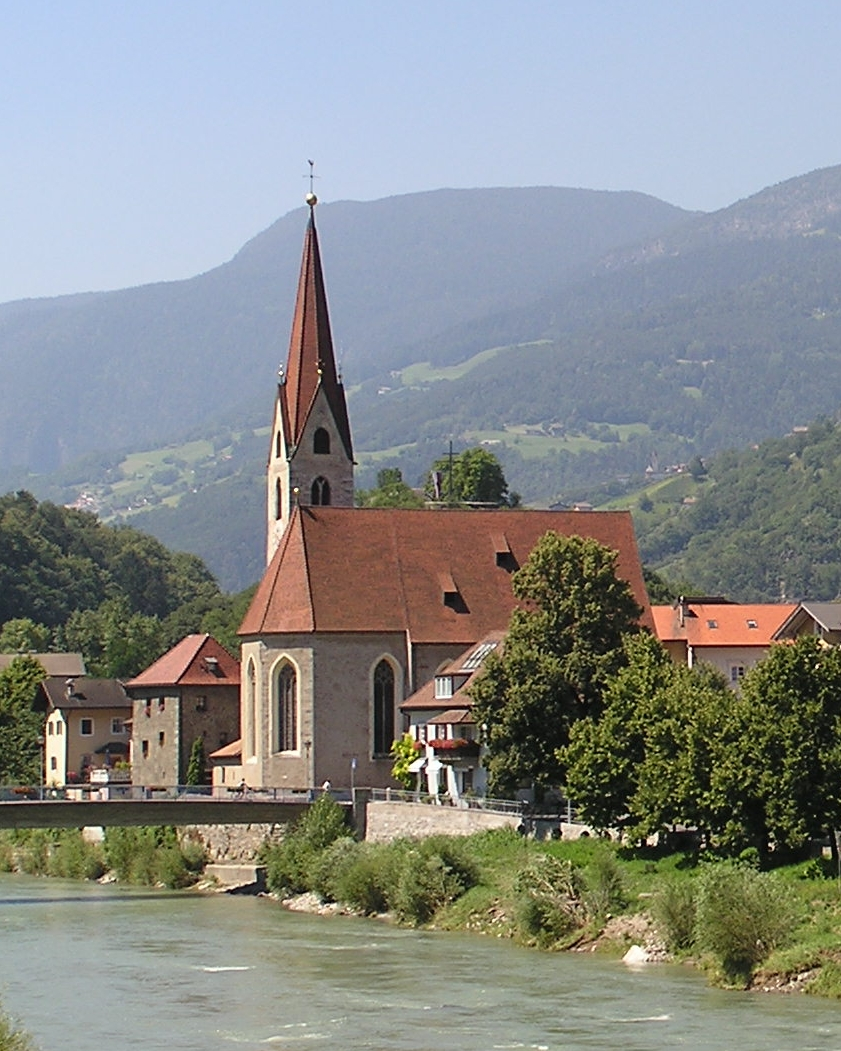
Außenansicht der Kirche

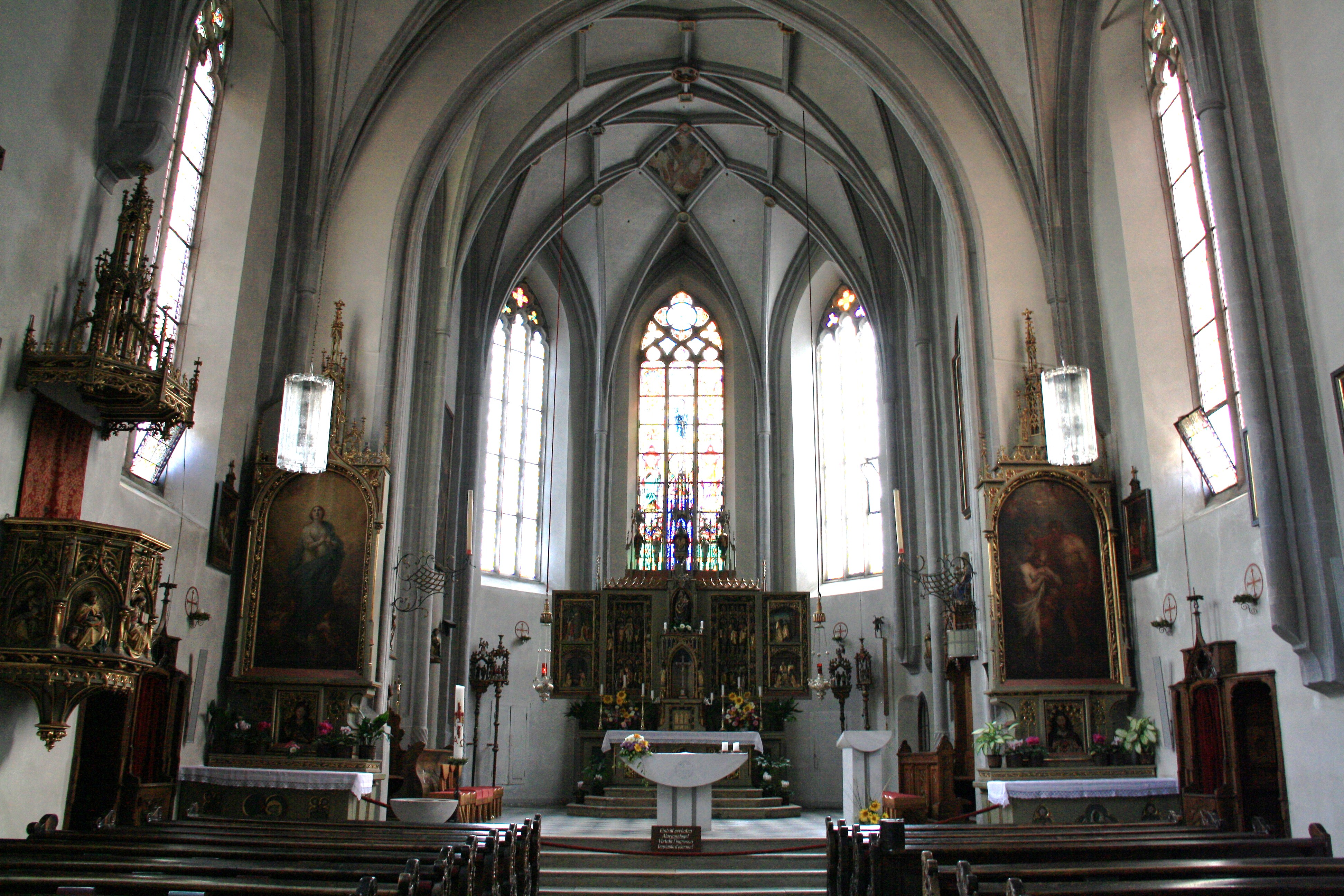
Innenansicht der Kirche

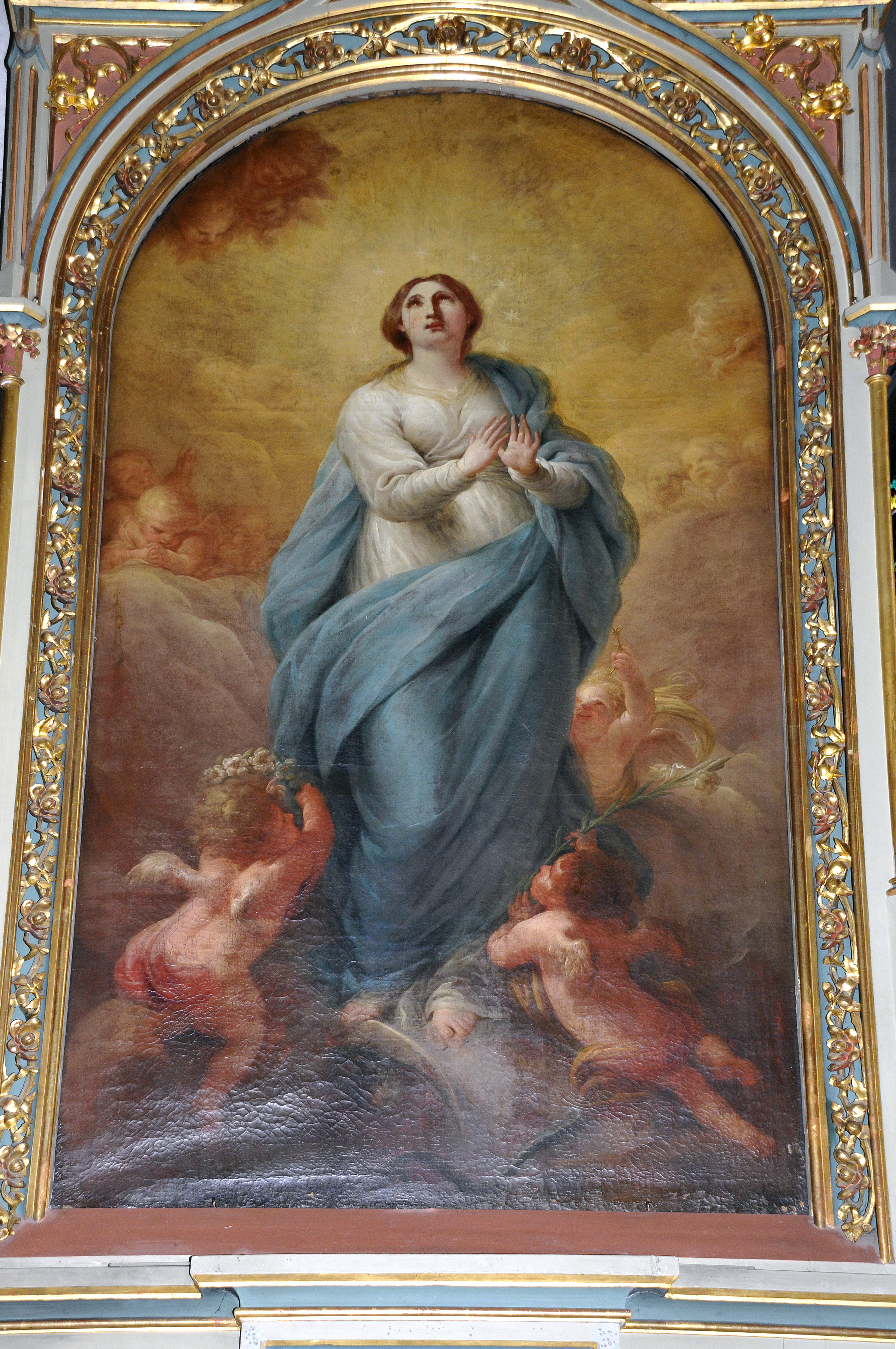
Altarbild von Joseph Schöpf

Die Stadtpfarrkirche St. Andreas ist eine römisch-katholische Pfarrkirche in Klausen (Südtirol, Italien). Die Kirche steht gemeinsam mit einer angebauten Friedhofskapelle seit 1978 unter Denkmalschutz.

## Geschichte
Das Gründungsdatum der Pfarrei und das Aussehen der ersten Pfarrkirche von Klausen sind unbekannt. Diese Kirche befand sich wahrscheinlich bereits in der Stadt an Platz der heutigen Andreaskirche. Die erste Erwähnung der Pfarrei zu Klausen erfolgte 1208. In diesem Jahr wurde die Pfarrei in das Hospital Klausen inkorporiert. In den folgenden Jahrhunderten diente die Hospitalkirche (heute St. Sebastian) und vorübergehend die um 1470 errichtete Apostelkirche als Hauptkirche der Pfarrei. 
Etwa zeitgleich mit der Errichtung der Apostelkirche setzten die Bauarbeiten an der Andreaskirche ein. Vermutlich war der Neubau der Andreaskirche bereits mit der Verlegung des Hospitals in die Stadt, ab den späten 1460er Jahren, geplant. Die Stadtpfarrkirche ist deutlich größer als die Apostelkirche am Hospital. Mit den Bauarbeiten war der aus Brixen stammende Baumeister Benedikt Weibhauser beauftragt. Die erneute Weihe der gotischen Andreaskirche erfolgte 1494/95. 
In den letzten Jahrhunderten wurde die Andreaskirche mehrfach renoviert. Hierbei kam es jedoch nur zu geringen baulichen Veränderungen des Gebäudes, so dass sie im Wesentlichen im ursprünglich spätgotischen Stil erhalten ist. Die Inneneinrichtung der Kirche wurde im frühen 18. Jahrhundert im Stil des Barock umgestaltet. Im 19. Jahrhundert erfolgte eine erneute Umgestaltung im Stil der Neogotik.

## Baubeschreibung
Die Kirche befindet sich im Zentrum von Klausen und ist nach Osten ausgerichtet. Das Hauptportal befindet sich an der Westseite der Kirche. Der Zugang befindet sich deutlich unter dem heutigen Niveau des Pfarrplatzes. Seitlich des Hauptportals befinden sich Bilder der Heiligen Andreas und Johannes des Barockmalers Valentin Rovisi aus dem Jahr 1758. An der Südseite der Kirche befindet sich die Grablege der bedeutenden, in den Adelsstand erhobenen Klausner Handelsfamilie Jenner. Bis zum Neubau der Eisackbrücke 1880 befand sich auf der Nordseite der Kirche der Friedhof von Klausen.
Der rechteckige Turm mit Helm befindet sich an der Südseite des Chors. Im Inneren sind Reste einer romanischen Vorgängerkirche, vermutlich des 12. Jahrhunderts, zu erkennen. 
Die Decke der einschiffigen Kirche wird von einem Netzgewölbe getragen. Der erhöhte Chor ist durch einen Bogen deutlich vom Langhaus abgetrennt. Ihm gegenüber befinden sich zwei Emporen. Die untere ist noch spätgotischen Ursprungs, die obere wurde gemeinsam mit der Kirchenorgel 1896 errichtet.
Im Inneren der Kirche befinden sich zahlreiche gotische Gemälde und Figuren. Diese stammen zum Teil aus anderen Kirchen und wurden aus Sicherheitsgründen in die Andreaskirche gebracht. Hierunter befindet sich eine Darstellung der Grablegung Christi, die Hans Reichle zugeschrieben wird.
Die Seitenaltäre wurden um 1800 vom Tiroler Maler Joseph Schöpf hergestellt. Um 1890 wurden sie im Stil der Neogotik umgebaut. Der Hochaltar wurde 1860 vom Holzbildhauer Josef Waßler gestaltet. Er zeigt die zwölf Apostel und Szenen aus dem Marienleben.